# انیو کاردونی
انیو کاردونی (انگلیسی: Ennio Cardoni; ۲۱ فوریهٔ ۱۹۲۹ – ۱۴ ژوئیهٔ ۲۰۱۲) بازیکن فوتبال اهل ایتالیا بود.
از باشگاه‌هایی که در آن بازی کرده‌است می‌توان به باشگاه فوتبال آنکونا، باشگاه فوتبال آ.اس. رم، باشگاه فوتبال روبور سیه‌نا، باشگاه فوتبال آتالانتا، باشگاه فوتبال امپولی، باشگاه فوتبال جنوآ، و باشگاه فوتبال لیورنو اشاره کرد.